# ITF Women's Circuit Santiago 2 2012
L'ITF Women's Circuit Santiago 2 2012 è stato un torneo di tennis facente parte della categoria ITF Women's Circuit nell'ambito dell'ITF Women's Circuit 2012. Il torneo si è giocato a Santiago in Cile dal 26 novembre al 4 dicembre 2012 su campi in terra rossa e aveva un montepremi di $25,000.

## Vincitrici

### Singolare
Paula Cristina Gonçalves ha battuto in finale  Julia Cohen con il punteggio di 0–6, 6–3, 6–4

### Doppio
Mailen Auroux /  María Irigoyen hanno battuto in finale  Paula Cristina Gonçalves /  Roxane Vaisemberg con il punteggio di 6–4, 6–2